# Дюпюи, Шарль
Шарль Александр Дюпюи (фр. Charles-Alexandre Dupuy; 5 ноября 1851, Ле-Пюи-ан-Веле, департамент Верхняя Луара — 23 июля 1923, Иль-сюр-Тет, департамент Восточные Пиренеи) — французский политический деятель, трижды занимал пост премьер-министра.
Был преподавателем, потом инспектором академии. С 1885 года — член Палаты депутатов; принимал деятельное участие в обсуждении вопросов народного образования и был одним из видных членов комиссии для пересмотра системы среднего образования. В 1892 году назначен министром народного просвещения.

Шарль Дюпюи

## Правительство 1893 года
С апреля по ноябрь 1893 года был министром внутренних дел и председателем Совета министров. При нём происходили франко-русские торжества. При открытии новой палаты правительство Дюпюи распалось вследствие разногласия между его членами. По образовании правительства Казимира-Перье Дюпюи был избран президентом Палаты депутатов и выказал в этом качестве большое мужество во время взрыва, произошедшего в Палате 9 декабря 1893 года, когда анархист Огюст Вальян бросил в зале заседаний бомбу. В этот день он произнёс знаменитые слова: «Заседание продолжается! (La séance continue!)», известные в России как любимая реплика Остапа Бендера.

## Правительство 1894 года
31 мая 1894 года, после падения правительства Казимира-Перье, он образовал свой второй кабинет; при нём был убит Карно; Дюпюи сохранил власть и в краткое президентство Казимира-Перье, но имел постоянные столкновения с ним, которые и привели к отставке последнего; вслед за ним вышел в отставку и Дюпюи (26 января 1895 года). Во время этого правительства Дюпюи был осуждён капитан Дрейфус.

## Правительство 1898 года
Когда дело Дрейфуса привело к отставке кабинета Бриссона, Дюпюи (1 ноября 1898 года) сформировал свой 3-й кабинет, который держал себя довольно нейтрально по отношению к делу Дрейфуса; при нём кассационный суд производил доследование и вынес благоприятную для Дрейфуса резолюцию, вызвавшую пересмотр дела.
В июне 1899 года правительство Дюпюи пало вследствие обстоятельств, которые сложились по вине полиции. 11 июня президент республики Лубе был оскорблен националистами во время скачек на ипподроме в Отёй (фр.), на которых он присутствовал (ему был нанесен удар палкой по голове); в палате был сделан запрос по поводу странного поведения полиции, которая присутствовала на скачках в чрезмерном количестве, якобы для охраны Лубе, и в то же время ничего не сделала для действительной его охраны. В этом увидели преднамеренность, правительство получило вотум недоверия и вышло в отставку, уступив место правительству Вальдека-Руссо.

## XX век
В следующем году он возглавил сенат Франции и был во главе его более двадцати лет, до самой смерти.